# 이현준 (바둑 기사)
이현준(李炫準, 1994년 3월 19일 ~ )은 대한민국의 바둑 기사이다.

## 약력
골든벨 바둑도장 출신이다. 2012년 세계아마선수권대회에서 준우승을 차지하고 하이원리조트배 명인전 통합예선에 진출했다. 2013년 9월 문경새재배 전국아마바둑대회에서 준우승을 차지한 이후 10월에 이창호 전국 아마바둑선수권대회에서도 우승을 했다. 2014년 133회 일반 입단대회를 통해 입단했다. 2014년 KBS 바둑왕전 본선에 진출했다. 2015년 제21회 GS칼텍스배 프로기전 본선에 올랐고, 2018년 제24회 GS칼텍스배 프로기전 본선에 올랐다. 또한 2018 퓨쳐스리그에 활약했다. 2018년 5월 2단을 거쳐 2019년 7월 3단으로 승단했다. 2022년에 5단으로 승단했다.